# Raoul Baligand
Raoul Baligand (né Baligant), né à Roux, le 4 janvier 1913 et décédé à Bruxelles, le 28 décembre 1981 est un homme politique belge, membre du Parti communiste de Belgique ; résistant durant la Seconde Guerre mondiale, il est commandant de l'Armée belge des partisans et, après-guerre, président du Front de l'indépendance.

## Biographie
Raoul Baligand naît à Roux, le 4 janvier 1913. Fils d'un père mineur syndicaliste et orphelin de mère, il est élevé par sa grand-mère maternelle. 
Âgé de treize ans, il entre à l'Université du Travail Paul Pastur pour y apprendre le métier d'ajusteur. Au terme de sa formation, il entre aux Ateliers de constructions électriques de Charleroi (ACEC) en qualité d'ajusteur-électricien. Les grèves insurrectionnelles de 1932 achèveront d'emporter l'adhésion de Raoul Baligand aux thèses du communisme. Il fait son service militaire au Génie de septembre 1934 à avril 1935. A Roux, il prendra part à l'une des premières fusions des Jeunesses communistes et des Jeunes gardes socialistes. 
En octobre 1936, comme beaucoup de jeunes idéalistes de son époque, il part combattre le fascisme en Espagne en s’enrôlant, au sein des Brigades internationales dans la section de génie du bataillon franco-belge «André Marty». Il prend part à la bataille de Madrid en '36, la Bataille du Jarama et la bataille de Guadalajara en '37, en juin 1937, dans la région de Huesca, il est blessé pour la première fois. Rappelé sous les drapeaux, il tarde à rentrer en Belgique, il fera 12 jours de prison militaire et regagnera derechef l'Espagne où il obtient le grade de capitaine. Il sera blessé pour la seconde fois lors d'un combat à Caspe sur l'Ebre. Il rentre définitivement en Belgique le 28 novembre 1938. Mobilisé, il fera la Campagne des 18 jours au terme de laquelle, il "récupérera" des armes pour les mettre en lieu sûr (dans le cimetière de Roux).
Le 4 août 1940, Raoul Baligand épouse une militante communiste anversoise, Berthe Verkerk. Le couple sera particulièrement actif dans la presse clandestine (Clarté puis Partisan).
Juin 1941, il rentre dans la clandestinité au côté d'anciens des Brigades internationales. Les premiers groupuscules de sabotage se structurent, ils deviendront l'Armée belge des partisans. Raoul Baligand assurera le commandement de nombreuses missions à travers l'ensemble du territoire dont une action restée dans les annales, l'enlèvement de plusieurs centaines de kilos d'explosifs remontés depuis le fond de la mine du Bois du Cazier par douze hommes en armes. À la fin de la guerre, il est commandant pour la Wallonie-ouest et directement adjoint au commandant national,.
De 1943 à 1951, il intègre le comité central du Parti communiste de Belgique. Il le sera à nouveau de 1960 jusqu'à sa mort.
En février 1946, ayant quitté l'armée, il se présente aux élections et est élu par l'arrondissement de Charleroi. Il sera député jusqu'en 1949. En octobre 1946, il devient conseiller communal de Gilly. Il le restera jusqu'en 1952.
Ballotté de fonctions en mandats, ce qui était le propre des élus communistes, il ne retrouvera jamais vraiment ses marques après-guerre et restera très investi dans des organisations d'anciens. Il acceptera ainsi la présidence du Club Garcia Lorca et du Front de l'indépendance.

## Reconnaissances
- Commandeur de l'ordre de la Couronne[1] ;
- Silver Star en août 1946 (Etats-Unis) ;
- Ordre de l'Empire britannique en 1946 ;
- Étoile rouge.